# Ko Ko Gyi

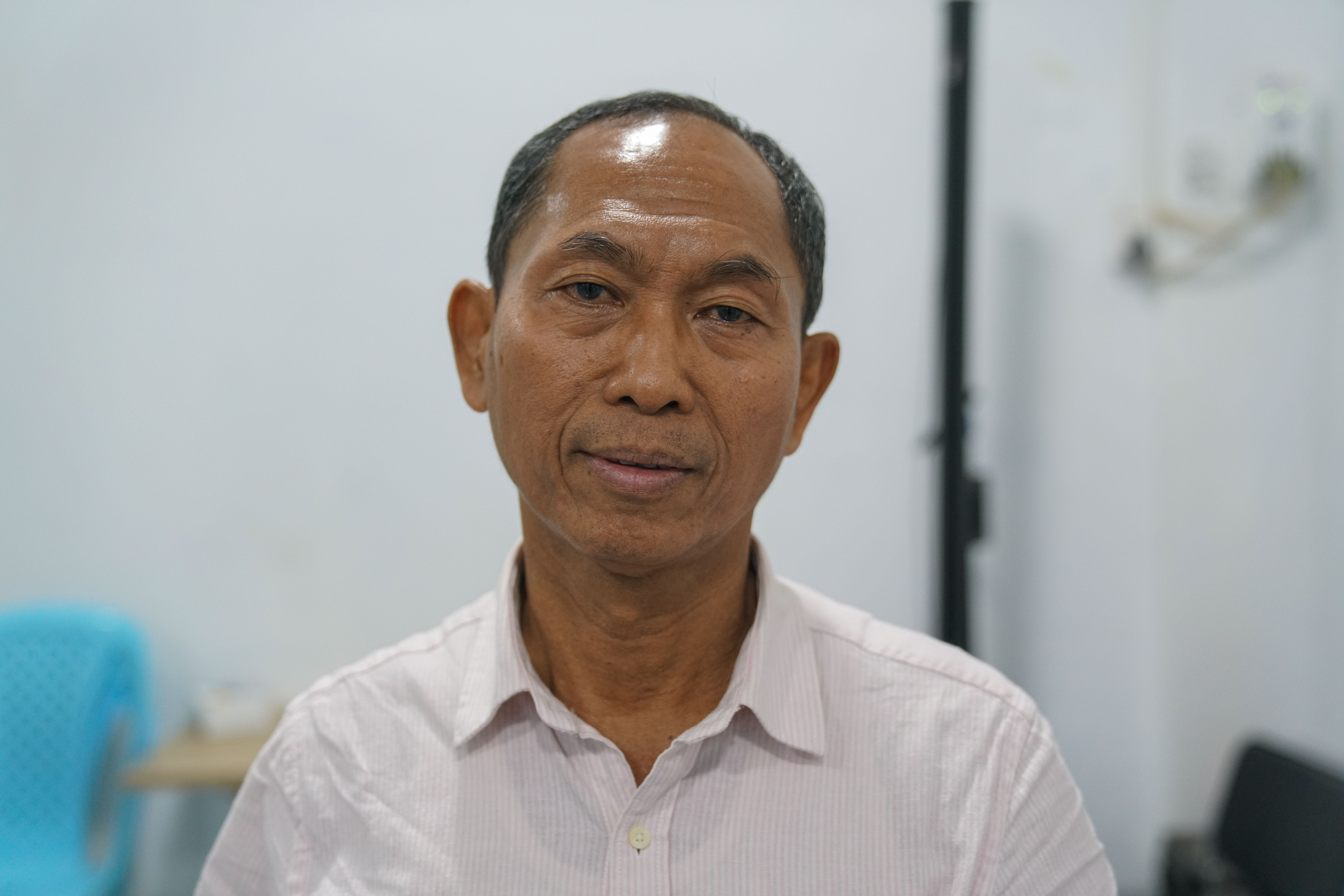
Ko Ko Gyi

Ko Ko Gyi (birmanisch ကိုကိုကြီ; * 18. Dezember 1961) ist ein myanmarischer Menschenrechtsaktivist. Er ist Mitglied der Organisation 'Studenten der 88er-Generation' und gehört neben Aung San Suu Kyi und Min Ko Naing zu den bekanntesten Kritikern der vom Militär dominierten Regierung. Er war Vizevorsitzender der 'All Burma Federation of Student Unions' (ABFSU).
Ko Ko Gyi spielte bei den Erhebungen gegen das Regime im Jahre 1988 eine wichtige Rolle. Nachdem er 1991 als politischer Gefangener inhaftiert worden war, kam er 2005 nach 14 Jahren wieder aus dem Gefängnis frei. Eine erneute Festnahme erfolgte im September 2006 mit anschließender Freilassung im Januar 2007.
Nachdem er im August 2007 mit weiteren Aktivisten der Studenten der 88er-Generation einen Protestmarsch gegen die Erhöhung der Treibstoffpreise angeführt hatte, aus dem sich später die größten Demonstrationen in Myanmar seit dem Jahr 1988 entwickelten, wurde er erneut verhaftet. Am 11. November 2008 verurteilte ihn ein Sondergericht zu 65 Jahren Haft, die er im Gefängnis von Mong Saik im Shan-Staat verbüßte.
Im Januar 2012 wurde er mit fast 600 weiteren politischen Gefangenen aus der Haft entlassen.